# كلية إكستر
كلية إكستر (بالإنجليزية: Exeter College, Oxford)‏ هي كليات جامعة أكسفورد، تأسست في 1313، في المملكة المتحدة، وكان مؤسسها هو Walter Stapledon ‏.